# Escola EB 2,3 Avelar Brotero
A Escola EB 2,3 Avelar Brotero é uma escola pública, situada no concelho de Odivelas, no Distrito de Lisboa, em Portugal.

## Descrição
Localizada em Odivelas, possui 25 salas de aulas para 700 alunos divididos em dois turnos diferentes (manhã e tarde), tem um ginásio e campos para ténis, voleibol, basquetebol, futsal, bingo e jogos populares. Sem contar com o ginásio, os campos estão todos descobertos.[carece de fontes?]
Foi baptizada em honra do botânico Félix de Avelar Brotero, que nasceu em 1744 no concelho de Loures.

## História
Foi construída na década de 1950, sendo então um estabelecimento particular de ensino, tendo-se tornado numa escola pública no ano lectivo de 1969 a 1970. Foi alvo de obras em 2000, que abrangeram a cozinha e o refeitório, e em 2008, com a reconversão da sala do aluno em espaços dedicados ao Centro de Novas Oportunidades. Em Janeiro deste último ano, estava previsto o encerramento do anexo de Olival Basto, que fazia parte da Escola EB 2,3 Avelar Brotero, alegadamente por motivos de segurança, sendo os alunos transferidos para contentores climatizados na escola Carlos Paredes, na Póvoa de Santo Adrião. Porém, esta decisão foi contestada pelos pais dos alunos nos finais desse mês, contra a demolição da escola e a transferência dos alunos para a Escola Carlos Paredes, alegando que o percurso até aquele estabelecimento de ensino era demasiado perigoso para as crianças, incluindo a passagem por dois cruzamentos rodoviários de baixa visibilidade. Avançaram com duas soluções alternativas: ou a realização de obras apenas durante as férias de Verão, ou a instalação dos contentores climatizados no interior do recinto do Olival Basto.
Devido ao mau estado de conservação dos edifícios da escola, em 2009 foi assinado um acordo entre a Direcção Regional de Lisboa e Vale do Tejo e o Município de Odivelas, no sentido de a substituir por um novo complexo. Após vários anos sem quaisquer obras, em 2012 o governo foi questionado sobre a situação da escola, tendo respondido que «o Ministério reconhece importância para esta obra pelo que inscreveu despesa para 2012, por forma a trabalhar no processo». Porém, nada foi feito até 2017, tendo o delegado regional de Lisboa e Vale do Tejo afirmado em 12 de Janeiro que ainda durante o ano lectivo de 2016 para 2017 iriam ser iniciadas as obras, que seriam apoiadas por fundos comunitários, no valor de 135 000 Euros, valores muito inferiores aos originalmente previstos no investimento inicial. No entanto, o dinheiro acabou por ser utilizado na aquisição de estruturas modulares, que poderiam ser utilizadas como salas de aulas, que foram instalados noutra unidade do Agrupamento Adelaide Cabette, do qual a Escola Avelar Brotero fazia parte. O conselho geral do agrupamento alertou o Bloco de Esquerda para as péssimas condições dos edifícios da escola, com graves problemas de segurança tanto para os alunos como os funcionários e professores. Segundo um relatório da Unidade de Saúde Pública de Loures, apresentando em 4 de Maio de 2017, na escola existia «uma situação objetiva de perigo de vida, devido à degradação arrastada e progressiva do património edificado, pondo em causa (a segurança de) todos quantos estudam (cerca de quatrocentos alunos) e trabalham (quarenta e três professores e quinze assistentes operacionais)». Este relatório evidenciou várias situações muito graves nos edifícios, como a queda de «troços de paredes e de teto, em que o solo se afasta de pilares que já não cumprem a sua função de sustentabilidade», a «fadiga de materiais», «forte infiltração de águas aquando de chuvadas mais intensas», e a «presença de ratos em salas de aula». Em Julho desse ano, a Câmara Municipal de Odivelas anunciou que já tinha um compromisso entre o Governo e a autarquia, no sentido de serem resolvidos «os problemas mais urgentes» desta escola, tendo a vereadora da Educação, Fernanda Franchi, referido que «A Câmara Municipal de Odivelas não tem competência direta nesta escola, mas preocupa-se bastante e tem feito ao longo destes anos tudo aquilo que era possível para que a situação fosse resolvida». Explicou igualmente que as obras que estavam previstas em 2009 não avançaram devido à falta de fundos, uma vez que o montante que foi disponibilizada pela Direcção Geral dos Estabelecimentos Escolares era «insuficiente».
Em 2021, durante a Pandemia de Covid-19, foi um dos estabelecimentos escolares abrangidos por um programa de ensino à distância por parte de professores voluntários, organizado pela Sociedade Portuguesa de Matemática.